# Straßburger Übereinkommen über die Beschränkung der Haftung in der Binnenschiffahrt
Das Straßburger Übereinkommen über die Beschränkung der Haftung in der Binnenschifffahrt  soll das Recht der Haftungsbeschränkung in der Binnenschiffahrt, insbesondere auf Rhein und Mosel, vereinheitlichen.

## CLNI 1988
Das Übereinkommen wurde in Straßburg am 4. November 1988 von den Gründungsstaaten Deutschland, Belgien, Frankreich, Luxemburg, Niederlande und der Schweiz verabschiedet. Obwohl Frankreich und Belgien das Übereinkommen mit beschlossen haben, haben sie es gleichwohl für ihr Staatsgebiet bisher nicht in Kraft treten lassen (Stand: April 2011).
Zweck des Übereinkommens ist eine Vereinheitlichung des Rechts der Haftungsbeschränkung in der Binnenschifffahrt, insbesondere auf Rhein und Mosel (vgl. Vorerwägungen der Vertragsstaaten im CLNI). Der Text des Übereinkommens ist gleichermaßen in den Sprachen deutsch, niederländisch und französisch verbindlich (Art. 22 CLNI). Das Übereinkommen wurde beim Generalsekretär der Zentralkommission für die Rheinschifffahrt hinterlegt (Art. 21 Abs. 1 CLNI), welcher als Verwahrer des Übereinkommens bestimmt wurde.

### Geltungsbereich
In den Niederlanden, in Luxemburg und der Schweiz ist das Übereinkommen am 1. September 1997 in Kraft getreten. Da damit drei Staaten das Übereinkommen ratifiziert haben, ist es zu diesem Zeitpunkt auch in Kraft getreten (vgl. Art. 17 Abs. 1 CLNI).
In Deutschland wurde das Übereinkommen im Bundesgesetzblatt BGBl. II 1998, S. 1643 veröffentlicht; es ist in Deutschland am 1. Juli 1999 in Kraft getreten (gemäß Bekanntmachung vom 12. April 1999; BGBl. 1999 II, S. 388). In Umsetzung der Vorgaben aus diesem Übereinkommen hat die Bundesrepublik Deutschland das deutsche Binnenschifffahrtsgesetz (BinSchG) geändert (insbesondere -aber nicht ausschließlich- durch Einfügung der §§ 5 a-m BinSchG).
Die Schweiz, Deutschland, die Niederlande und Luxemburg haben diverse Vorbehalte und Erklärungen zu dem Abkommen abgegeben.
Weitere Staaten können dem Übereinkommen beitreten nach Maßgabe der Bestimmungen des Art. 16 Abs. 2-4 CLNI. Eine Kündigungsmöglichkeit ist nach Art. 19 CLNI möglich.

### Inhaltsverzeichnis CLNI 1988
- Kapitel I Recht auf Haftungsbeschränkung
  - Art. 1 Zur Beschränkung der Haftung berechtigte Personen
  - Art. 2 Der Beschränkung unterliegende Ansprüche
  - Art. 3 Von der Beschränkung ausgenommene Ansprüche
  - Art. 4 Die Beschränkung ausschliessendes Verhalten
  - Art. 5 Gegenansprüche
- Kapitel II Haftungshöchstbeträge
  - Art. 6 Allgemeine Höchstbeträge
  - Art. 7 Höchstbeträge für Ansprüche von Reisenden
  - Art. 8 Rechnungseinheit
  - Art. 9 Mehrere Ansprüche
  - Art. 10 Haftungsbeschränkung ohne Errichtung eines Haftungsfonds
- Kapitel III Haftungsfonds
  - Art. 11 Errichtung des Fonds
  - Art. 12 Verteilung des Fonds
  - Art. 13 Ausschluss anderer Klagen
  - Art. 14 Anzuwendendes Recht
- Kapitel IV Anwendungsbereich
  - Art. 15
- Kapitel V Schlussbestimmungen
  - Art. 16 Unterzeichnung, Ratifikation und Beitritt
  - Art. 17 Inkrafttreten
  - Art. 18 Vorbehalte
  - Art. 19 Kündigung
  - Art. 20 Änderung der Haftungshöchstbeträge
  - Art. 22 Sprachen

### Inhalte CLNI 1988
Nachstehende Auszüge aus dem Gesetzestext geben die wesentlichen Punkte des Übereinkommens wieder:
- Gegenstand der Haftungsbeschränkung (Art. 1, 2 CNLI);
- Umfang der Haftungsbeschränkung, insbesondere Haftungshöchstgrenzen (Art. 6, 7 CLNI)
- Möglichkeit zur Haftungsbegrenzung durch Einrichtung eines Haftungsfonds (Art. 11 CLNI).

- Artikel 1 CLNI – Zur Beschränkung der Haftung berechtigte Personen

(1) Schiffseigentümer und Berger oder Retter im Sinn der nachstehenden Begriffsbestimmungen können
ihre Haftung für die in Artikel 2 genannten Ansprüche nach den Bestimmungen dieses Übereinkommens
beschränken.

(2) Der Ausdruck

a) „Schiffseigentümer“ bezeichnet den Eigner, Mieter, Charterer, Reeder und Ausrüster eines Schiffes;

b) „Schiff“ bezeichnet ein Binnenschiff und umfasst auch Tragflächenboote, Fähren und Kleinfahrzeuge,
nicht jedoch Luftkissenfahrzeuge. Den Schiffen stehen gleich Bagger, Krane, Elevatoren
und alle sonstigen schwimmenden und beweglichen Anlagen oder Geräte ähnlicher Art;

c) „Berger oder Retter“ bezeichnet jede Person, die in unmittelbarem Zusammenhang mit einer Bergung
oder Hilfeleistung Dienste erbringt. Zu einer Bergung oder Hilfeleistung gehören auch die
in Artikel 2 Absatz 1 Buchstaben d, e und f genannten Arbeiten.
- Artikel 2 CLNI – Der Beschränkung unterliegende Ansprüche

(1) Vorbehaltlich der Artikel 3 und 4 unterliegen folgende Ansprüche, ungeachtet des Grundes der
Haftung, der Haftungsbeschränkung:

a) Ansprüche wegen Tod oder Körperverletzung oder wegen Verlust oder Beschädigung von Sachen
(einschließlich Beschädigung von Hafenanlagen, Hafenbecken, Wasserstraßen, Schleusen, Brücken
und Navigationshilfen), die an Bord oder in unmittelbarem Zusammenhang mit dem Betrieb
des Schiffes oder mit Bergungs- oder Hilfeleistungsarbeiten eintreten, sowie wegen daraus entstehender
weiterer Schäden;

b) Ansprüche wegen Schäden infolge Verspätung bei der Beförderung von Gütern, Reisenden oder
deren Gepäck;

c) Ansprüche wegen sonstiger Schäden, die sich aus der Verletzung nichtvertraglicher Rechte ergeben
und in unmittelbarem Zusammenhang mit dem Betrieb des Schiffes oder mit Bergungs- oder
Hilfeleistungsarbeiten stehen;

d) Ansprüche aus der Hebung, Beseitigung, Vernichtung oder Unschädlichmachung eines gesunkenen,
havarierten, festgefahrenen oder verlassenen Schiffes samt allem, was sich an Bord eines
solchen Schiffes befindet oder befunden hat;

e) Ansprüche aus der Beseitigung, Vernichtung oder Unschädlichmachung der Ladung des Schiffes;

f) Ansprüche einer anderen Person als des Haftpflichtigen wegen Maßnahmen, die ergriffen wurden,
um Schäden, für die der Haftpflichtige seine Haftung nach diesem Übereinkommen beschränken
kann, abzuwenden oder zu verringern, sowie wegen weiterer durch solche Maßnahmen
entstandener Schäden.

(2) Die in Absatz 1 genannten Ansprüche unterliegen auch dann der Haftungsbeschränkung, wenn sie
auf Grund eines Vertrags oder sonst wie als Rückgriffs- oder Entschädigungsansprüche geltend gemacht
werden. Die in Absatz 1 Buchstaben d, e und f genannten Ansprüche unterliegen jedoch nicht
der Haftungsbeschränkung, soweit sie ein mit dem Haftpflichtigen vertraglich vereinbartes Entgelt
betreffen.
- Artikel 6 CLNI – Allgemeine Höchstbeträge

(1) Die Haftungshöchstbeträge für andere als die in Artikel 7 genannten Ansprüche, die aus demselben
Ereignis entstanden sind, errechnen sich wie folgt:

a) für Ansprüche wegen Tod oder Körperverletzung:

i) für ein Schiff, das nach seiner Zweckbestimmung nicht der Beförderung von Gütern dient,
insbesondere ein Fahrgastschiff, 200 Rechnungseinheiten je Kubikmeter Wasserverdrängung
des Schiffes bei höchstzulässigem Tiefgang, vermehrt bei Schiffen mit eigener Antriebskraft
um 700 Rechnungseinheiten je KW Leistungsfähigkeit der Antriebsmaschinen;

ii) für ein Schiff, das nach seiner Zweckbestimmung der Beförderung von Gütern dient, 200
Rechnungseinheiten je Tonne Tragfähigkeit des Schiffes, vermehrt bei Schiffen mit eigener
Antriebskraft um 700 Rechnungseinheiten je KW Leistungsfähigkeit der Antriebsmaschinen;

iii) für ein Schub- oder Schleppboot 700 Rechnungseinheiten je KW Leistungsfähigkeit der Antriebsmaschinen;

iv) für ein Schubboot, das im Zeitpunkt der Verursachung des Schadens starr mit Schubleichtern
zu einem Schubverband verbunden war, erhöht sich der nach Ziffer iii errechnete Haftungsbetrag
um 100 Rechnungseinheiten je Tonne Tragfähigkeit der Schubleichter; diese Erhöhung
tritt insoweit nicht ein, als nachgewiesen wird, dass das Schubboot für einen oder mehrere
dieser Schubleichter Bergungs- oder Hilfeleistungsdienste erbracht hat;

v) für ein Schiff mit eigener Antriebskraft, das im Zeitpunkt der Verursachung des Schadens
andere mit diesem Schiff fest gekoppelte Schiffe fortbewegt, erhöht sich der nach Ziffer i, ii
oder iii errechnete Haftungsbetrag um 100 Rechnungseinheiten je Tonne Tragfähigkeit oder
je Kubikmeter Wasserverdrängung der anderen Schiffe; diese Erhöhung tritt insoweit nicht
ein, als nachgewiesen wird, dass dieses Schiff für eines oder mehrere der gekoppelten Schiffe
Bergungs- oder Hilfeleistungsdienste erbracht hat;

vi) für schwimmende und bewegliche Anlagen und Geräte im Sinn des Artikels 1 Absatz 2
Buchstabe b Satz 2 ihr Wert im Zeitpunkt des Ereignisses;

b) für alle übrigen Ansprüche die Hälfte der unter Buchstabe a genannten Beträge;

c) reicht der nach Buchstabe a errechnete Betrag zur vollen Befriedigung der darin genannten Ansprüche
nicht aus, so steht der nach Buchstabe b errechnete Betrag zur Befriedigung der nicht befriedigten
Restansprüche nach Buchstabe a zur Verfügung, wobei diese Restansprüche den gleichen
Rang wie die unter Buchstabe b genannten Ansprüche haben;

d) in allen Fällen dürfen die Haftungshöchstbeträge für Ansprüche wegen Tod oder Körperverletzung
200 000 Rechnungseinheiten und für alle übrigen Ansprüche 100 000 Rechnungseinheiten
nicht unterschreiten.

(2) Unbeschadet der Rechte nach Absatz 1 Buchstabe c in Bezug auf Ansprüche wegen Tod oder Körperverletzung
kann eine Vertragspartei in ihren innerstaatlichen Rechtsvorschriften jedoch bestimmen,
dass Ansprüche wegen Beschädigung von Hafenanlagen, Hafenbecken, Wasserstraßen, Schleusen,
Brücken und Navigationshilfen den ihnen in diesen Rechtsvorschriften eingeräumten Vorrang vor
Ansprüchen nach Absatz 1 Buchstabe b haben.

(3) Für einen Berger oder Retter, der für ein Schiff Bergungs- oder Hilfeleistungsdienste erbringt und
weder von einem Binnenschiff noch von einem Seeschiff aus arbeitet, sowie für einen Berger oder
Retter, der ausschließlich auf dem Schiff arbeitet, für das er Bergungs- oder Hilfeleistungsdienste erbringt,
gelten die in Absatz 1 Buchstabe d genannten Haftungshöchstbeträge.
- Artikel 7 CLNI – Höchstbeträge für Ansprüche von Reisenden

(1) Bei aus demselben Ereignis entstandenen Ansprüchen wegen des Todes oder der Körperverletzung
von Reisenden eines Schiffes haftet der Schiffseigentümer bis zu einem Betrag von 60 000 Rechnungseinheiten,
multipliziert mit der Anzahl der Reisenden, die das Schiff nach dem Schiffszeugnis
befördern darf; ist die Anzahl der Reisenden, die das Schiff befördern darf, nicht vorgeschrieben, so
bestimmt sich die Haftungsbeschränkung nach der Anzahl der Reisenden, die das Schiff im Zeitpunkt
des Ereignisses tatsächlich befördert hat. Diese Höchstbeträge dürfen 720.000 Rechnungseinheiten
nicht unterschreiten und folgende Beträge nicht überschreiten:
a) für Schiffe mit einer zulässigen Fahrgastzahl bis zu 100 Personen 3 Millionen Rechnungseinheiten;
b) für Schiffe mit einer zulässigen Fahrgastzahl bis zu 180 Personen 6 Millionen Rechnungseinheiten;
c) für Schiffe mit einer zulässigen Fahrgastzahl von über 180 Personen 12 Millionen Rechnungseinheiten.
(2) „Ansprüche wegen des Todes oder der Körperverletzung von Reisenden eines Schiffes“ im Sinn
dieses Artikels bezeichnet diejenigen Ansprüche, die durch oder für eine auf diesem Schiff beförderte
Person geltend gemacht werden,

a) die auf Grund eines Beförderungsvertrags für Reisende befördert wird oder

b) die mit Zustimmung des Beförderers ein Fahrzeug oder lebende Tiere begleitet, die Gegenstand
eines Vertrags über die Beförderung von Gütern sind.
- Artikel 11 CLNI – Errichtung des Fonds

(1) Derjenige, der haftbar gemacht wird, kann bei dem zuständigen Gericht oder einer sonst zuständigen
Behörde einer Vertragspartei, in deren Hoheitsgebiet ein gerichtliches Verfahren wegen eines der
Beschränkung unterliegenden Anspruchs eingeleitet wird, oder, falls kein gerichtliches Verfahren
eingeleitet wird, bei dem zuständigen Gericht oder einer sonst zuständigen Behörde einer Vertragspartei,
in deren Hoheitsgebiet ein gerichtliches Verfahren wegen eines der Beschränkung unterliegenden
Anspruchs eingeleitet werden kann, einen Fonds errichten. Der Fonds ist in Höhe derjenigen in den
Artikeln 6 und 7 genannten Beträge zu errichten, die für Ansprüche gelten, bezüglich deren eine Haftung
desjenigen, der den Fonds errichtet, in Betracht kommt, zuzüglich Zinsen vom Zeitpunkt des zur
Haftung führenden Ereignisses bis zum Zeitpunkt der Errichtung des Fonds. Dieser Fonds steht zur
Befriedigung nur der Ansprüche zur Verfügung, für die eine Beschränkung der Haftung geltend gemacht
werden kann.

(2) Ein Fonds kann entweder durch Hinterlegung des Betrags oder durch Leistung einer Sicherheit
errichtet werden, die nach dem Recht der Vertragspartei, in deren Hoheitsgebiet der Fonds errichtet
wird, annehmbar ist und die vom Gericht oder der sonst zuständigen Behörde als angemessen erachtet
wird.

(3) Ein Fonds, der von einer der in Artikel 9 Absatz 1 Buchstabe a, b oder c oder Absatz 3 genannten
Personen oder ihrem Versicherer errichtet worden ist, gilt als von allen in Artikel 9 Absatz 1 Buchstabe
a, b oder c oder Absatz 3 genannten Personen errichtet.

## CLNI 2012
Am 27. September 2012 hat eine von der Zentralkommission für die Rheinschifffahrt (ZKR) einberufene Diplomatische Konferenz zur Revision des Straßburger Übereinkommens über die Beschränkung der Haftung in der Binnenschifffahrt (CLNI) das Straßburger Übereinkommen von 2012 über die Beschränkung der Haftung in der Binnenschifffahrt (CLNI 2012) beschlossen. Ziel dieser Änderungen ist, mehr Rechtssicherheit im internationalen Schiffsverkehr zu schaffen und zugleich zu gewährleisten, dass Geschädigte ausreichenden Ersatz erhalten.
Bei der CLNI 2012 handelt es sich um ein eigenständiges Abkommen, welches aber dem alten CLNI in weiten Teilen entspricht.
Zum Verwahrer des CLNI 2012 wurde -wie schon beim CLNI 1988- erneut der Generalsekretär der ZKR ernannt (Art. 21 Abs. 1 CLNI 2012).
Das Übereinkommen ist am 1. Juli 2019 in Kraft getreten. Ratifiziert haben es von den 13 Staaten, die es verhandelt haben, bisher (Abruf: 17. Juli 2025) aber nur: Belgien (2022, mit Vorbehalt), Deutschland (2018, mit Vorbehalt), Luxemburg (2014, mit Vorbehalt), Niederlande (2018, mit Vorbehalt), Schweiz (2024, mit Vorbehalt), Serbien (2013, mit Vorbehalt), Ungarn (2018).
Das Übereinkommen ist in einer Urschrift in deutscher, englischer, französischer und niederländischer Sprache abgefasst, wobei jeder Wortlaut gleichermaßen verbindlich ist (Art. 22 CLNI 2012).
Durch das CLNI 2012 werden:
- der Anwendungsbereich der heute im Wesentlichen nur für Schiffsverkehre auf dem Rhein und seinen Nebenflüssen geltenden Haftungsbeschränkungsregelungen auf Schiffsverkehre auf anderen großen Wasserstraßen, darunter insbesondere Donau, Elbe, Oder und Save, erstreckt,
- die Haftungshöchstbeträge angehoben und damit insbesondere in der Personenschifffahrt der Schutz von Reisenden verstärkt. [Anmerkung: Durch Änderung vom 1. Juni 2024 wurden mit Wirkung zum 1. März 2025 die Haftungs(höchst)beträge erneut angepasst!]

- zur Vorgeschichte der Verhandlungen:
  - Cécile Tournaye, Revision of the CLNI, transpr 2009, 156
  - Markus Jaegers, Neuerung der Haftungs- und Entschädigungsregelungen in der Binnenschifffahrt, S. 353 ff., in: Deutscher Verkehrsgerichtstag (Hrsg.), Tagungsband zum 48. Deutschen Verkehrsgerichtstag, Köln 2010, Verlag: Luchterhand, ISBN 978-3-472-07849-4